# 메구로구
메구로구(일본어: 目黑区 메구로쿠[*])는 일본 도쿄도에 있는 특별구 중 하나이다.
메구로에는 15개국의 대사관과 총영사가 있다. 도쿄 최고의 상류층 거주 지역 중 하나인 가키노키자카가 메구로에 있다.

## 역사
히가시야마 패총에는 구석기 시대, 조몬 시대, 야요이 시대, 고훈 시대의 유물이 포함되어 있다.
‘메구로’라는 이름은 오색부동 중 하나인 목흑부동(目黒不動 메구로후도[*])에서 온 것이다.
메구로구는 1932년에 성립되었다.

## 지리
메구로구는 네 개의 다른 구들에 둘러싸여 있다. 북동쪽으로 시부야구, 서쪽으로 세타가야구, 남쪽으로 오타구, 남동쪽으로 시나가와구와 접한다.

## 지역

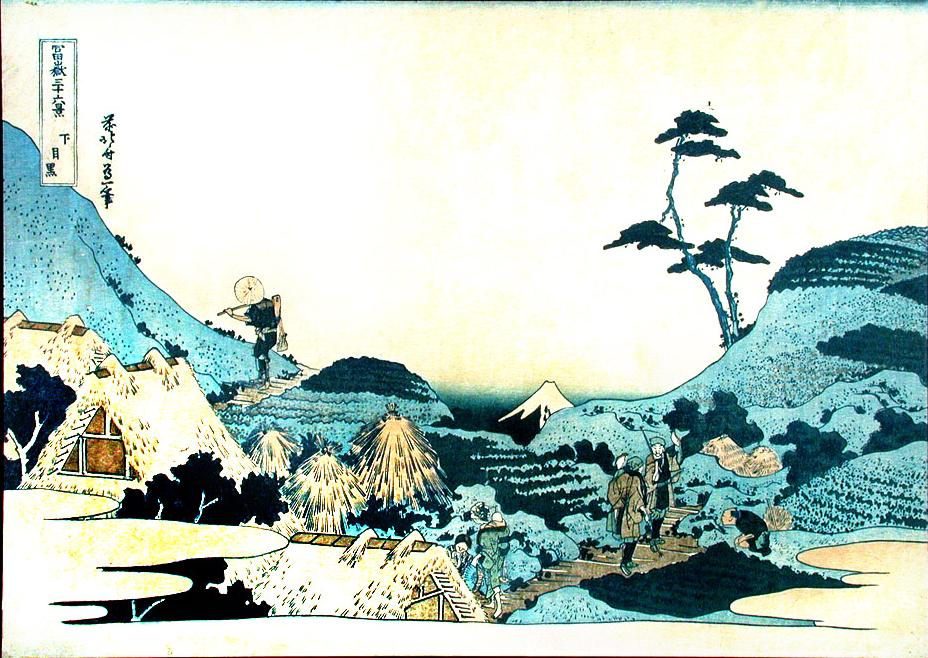
시모메구로 (가쓰시카 호쿠사이『부악36경』)

### 북부
- 고마바(駒場), 오하시(大橋), 아오바다이(青葉台), 히가시야마(東山)

### 동부
- 가미메구로(上目黒), 나카메구로(中目黒), 메구로(目黒), 시모메구로(下目黒), 미타(三田), 유텐지(祐天寺)

### 중앙부
- 고혼기(五本木), 주오초(中央町), 다카반(鷹番), 나카초(中町), 히몬야(碑文谷), 메구로혼초(目黒本町), 하라마치(原町), 센조쿠(洗足), 미나미(南)

### 서부
- 히가시가오카(東が丘), 야쿠모(八雲), 가키노키자카(柿の木坂)

### 남부
- 다이라마치(平町), 나카네(中根), 지유가오카(自由が丘), 미도리가오카(緑が丘), 오오카야마(大岡山)

## 교통

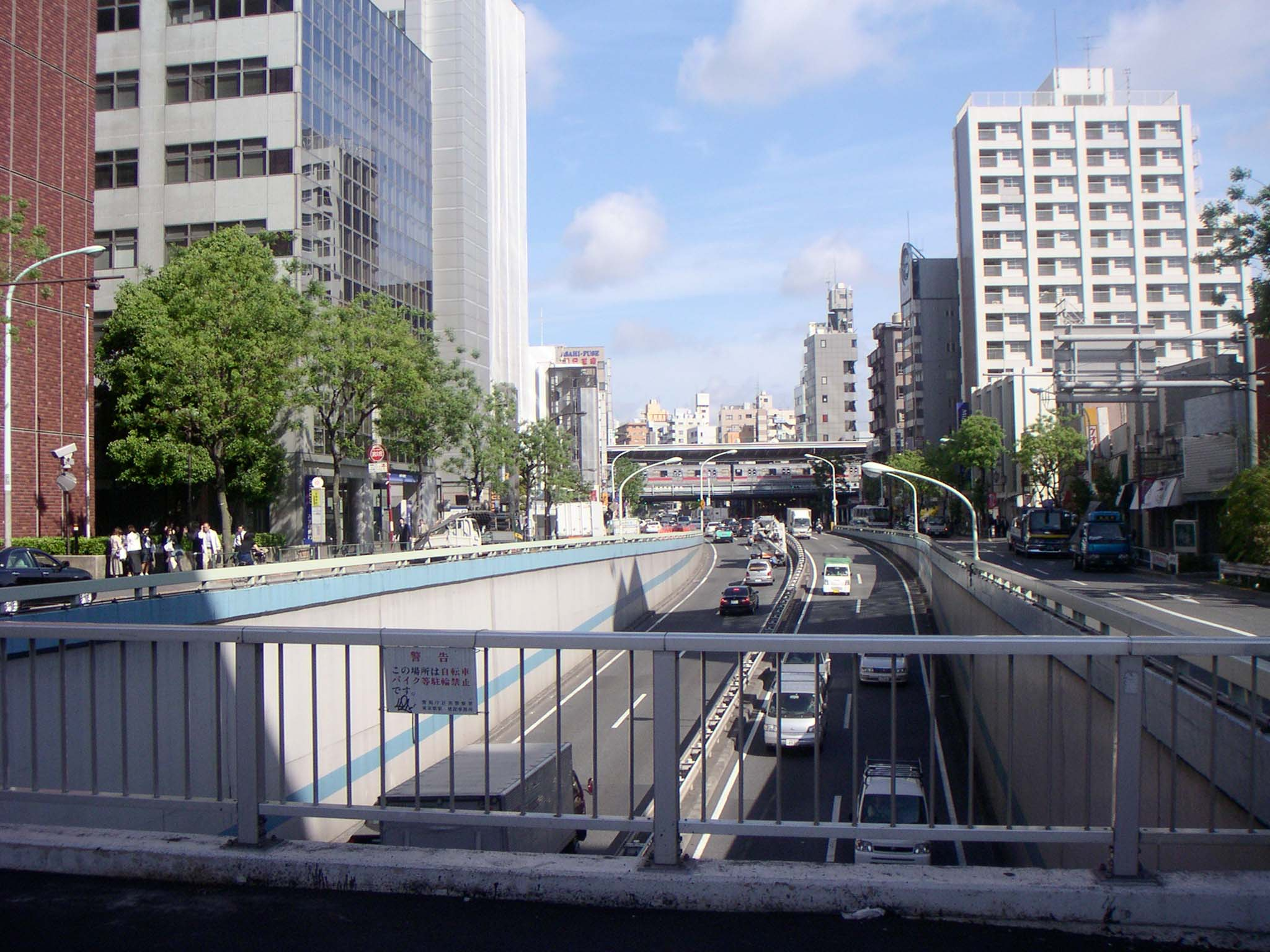
나카메구로역

### 도로
- 수도고속도로

### 철도
- 도큐 전철
  - 도요코선
  - 오이마치선
  - 메구로선
  - 덴엔토시선
- 게이오 전철
  - 이노카시라선
- 도쿄 메트로
  - 히비야선: 나카메구로역

## 교육
- 도쿄 대학 고마바 캠퍼스
- 도쿄 공업대학